# Badamanavarthekaval, Bangalore South
Badamanavarthekaval là một làng thuộc tehsil Bangalore South, huyện Bangalore Urban, bang Karnataka, Ấn Độ.